# Leopoldo Marco Antonio Caldani
Leopoldo Marco Antonio Caldani, född 25 november 1725 i Bologna, död 30 december 1813 i Padua, var en italiensk anatom. 

Institutiones pathologicae.

Caldani blev 1755 medicine professor i Bologna och 1771 anatomie professor i Padua. Hans ryktbaraste arbeten är Sull'insensitività ed irritabilità di alcune parti degli animali (1757), Lettera sopra l'irritabilità ed insensitività halleriana (1759), Icones anatomicæ (1801–1814; ny upplaga 1823) och Explicatio iconum anatomicarum (1802–14). De bägge sistnämnda utgav han i förening med sin brorson Floriano Caldani, vilken föddes 1772 och dog 1836 som rektor vid universitetet i Padua.